# Ascyltus
Ascyltus là một chi nhện trong họ Salticidae.